# Cortale
Cortale ist eine Gemeinde mit 1825 Einwohnern (Stand 31. Dezember 2023) in der italienischen Provinz Catanzaro, Region Kalabrien.
Das Gebiet der Gemeinde liegt auf einer Höhe von 410 m über dem Meeresspiegel und umfasst eine Fläche von 9 km². Die Nachbargemeinden sind Caraffa di Catanzaro, Cenadi, Girifalco, Jacurso, Maida, Polia (VV), San Floro und Vallefiorita. Cortale liegt 31 km südwestlich von Catanzaro.
Der Ort entstand um das Jahr 1000 in der Nähe eines basilianischen Klosters.